# ŽNL Šibensko-kninska 2015./16.
Ovaj članak je podtema članka: 4. rang HNL-a 2015./16.

ŽNL Šibensko-kninska u sezoni 2015./16. je predstavljala jedinu županijsku ligu u Šibensko-kninskoj županiji, te ligu četvrtog stupnja hrvatskog nogometnog prvenstva. 
 Sudjelovalo je ukupno 9 klubova, a prvak je bio klub "Mladost" iz Tribunja.

## Sudionici
- Dinara – Knin
- DOŠK –  Drniš
- Janjevo – Kistanje
- Mladost – Tribunj
- Šibenik II – Šibenik
- Vodice – Vodice
- Vrlika – Vrlika (klub iz Splitsko-dalmatinske županije)

## Ljestvica
| Poz. | Momčad              | U  | P  | N | I  | G+ | G– | G+/– | Bod. | Nastavak natjecanja ili ispadanje |
| ---- | ------------------- | -- | -- | - | -- | -- | -- | ---- | ---- | --------------------------------- |
| 1.   | Mladost Tribunj (P) | 17 | 10 | 4 | 3  | 29 | 9  | +20  | 34   |                                   |
| 2.   | DOŠK Drniš          | 17 | 9  | 5 | 3  | 24 | 14 | +10  | 32   | Kvalifikacije za 3. HNL – Jug     |
| 3.   | Vrlika              | 16 | 9  | 1 | 6  | 34 | 25 | +9   | 28   |                                   |
| 4.   | Šibenik II          | 16 | 6  | 4 | 6  | 19 | 18 | +1   | 22   | Van konkurencije                  |
| 5.   | Dinara              | 9  | 4  | 2 | 3  | 24 | 17 | +7   | 14   | Odustali od natjecanja            |
| 6.   | Vodice              | 16 | 3  | 5 | 8  | 12 | 20 | −8   | 14   |                                   |
| 7.   | Janjevo Kistanje    | 17 | 1  | 3 | 13 | 14 | 53 | −39  | 6    |                                   |
| 8.   | Mihovil             | 0  | 0  | 0 | 0  | 0  | 0  | 0    | 0    | Odustali od natjecanja            |
| 9.   | Rudar               | 0  | 0  | 0 | 0  | 0  | 0  | 0    | 0    | Odustali od natjecanja            |

## Rezultatska križaljka
| kratica | klub             | DOŠK | JANJ | MLA | ŠIB | VOD | VRL | DIN | MIH | RUD |
| --- | ---------------- | ---- | ---- | --- | --- | --- | --- | --- | --- | --- |
| DOŠK | DOŠK Drniš       |      |      |     |     |     |     |     |     |     |
| JANJ | Janjevo Kistanje |      |      |     |     |     |     |     |     |     |
| MLA | Mladost Tribunj  |      |      |     |     |     |     |     |     |     |
| ŠIB | Šibenik II       |      |      |     |     |     |     |     |     |     |
| VOD | Vodice           |      |      |     |     |     |     |     |     |     |
| VRL | Vrlika           |      |      |     |     |     |     |     |     |     |
| DIN | Dinara Knin      |      |      |     |     |     |     |     |     |     |
| MIH | Mihovil Šibenik  |      |      |     |     |     |     |     |     |     |
| RUD | Rudar Siverić    |      |      |     |     |     |     |     |     |     |
| |                  |      |      |     |     |     |     |     |     |     |
| podebljan rezultat - utakmice od 1. do 9. kola (1. utakmica između klubova) rezultat normalne debljine - utakmice od 10. do 18. kola (2. utakmica između klubova) rezultat nakošen - nije vidljiv redoslijed odigravanja međusobnih utakmica iz dostupnih izvora rezultat nakošen i smanjen * - iz dostupnih izvora nije uočljiv domaćin susreta prekrižen rezultat - poništena ili brisana utakmica p - utakmica prekinuta 3:0 p.f. / 0:3 p.f. - rezultat 3:0 bez borbe |                  |      |      |     |     |     |     |     |     |     |

 Izvori: 

## Kvalifikacije za 3. HNL – Jug
U kvalifikacijama za 3. HNL – Jug sudjelovali su:
- Polača iz 1. ŽNL Zadarske
- DOŠK Drniš iz ŽNL Šibensko-kninske
- Orkan iz 1. ŽNL Splitsko-dalmatinske
- GOŠK – Dubrovnik 1919 iz 1. ŽNL Dubrovačko-neretvanske

| Momčad | Ukupno | Momčad | 1. ut | 2. ut |
| ------ | ------ | ------ | ----- | ----- |
| Orkan  | 9:0    | Polača | 5:0   | 4:0   |

| Momčad                | Ukupno | Momčad     | 1. ut | 2. ut |
| --------------------- | ------ | ---------- | ----- | ----- |
| GOŠK – Dubrovnik 1919 | 3:0    | DOŠK Drniš | 0:0   | 3:0   |

- Orkan i GOŠK – Dubrovnik 1919 kvalificirali su se za 3. HNL – Jug

## Vanjske poveznice
- 1. ŽNL Šibensko-kninska, facebook stranica
- forum sportnet.hr, 1.ŽNL Šibensko-kninska  Arhivirana inačica izvorne stranice od 14. svibnja 2021. (Wayback Machine)
- sibenskiportal.rtl.hr, Sport  Arhivirana inačica izvorne stranice od 2. veljače 2023. (Wayback Machine)
- sibenski.slobodnadalmacija.hr, Sport / Nogomet
- dalmatinskinogomet.hr